# Zschetzsch
Zschetzsch ist ein Ortsteil der Stadt Colditz im Landkreis Leipzig in Sachsen. Er wurde am 1. Juli 1950 nach Schönbach eingemeindet, mit dem er am 1. März 1991 zur Gemeinde Sermuth-Schönbach kam, die im Rahmen einer Gebietsreform am 1. Januar 1994 der Gemeinde Großbothen zugeordnet wurde. Mit der Auflösung der Gemeinde Großbothen kam Zschetzsch am 1. Januar 2011 als einer der vier südlichen Ortsteile zur Stadt Colditz.

## Geographie

### Geographische Lage und Verkehr

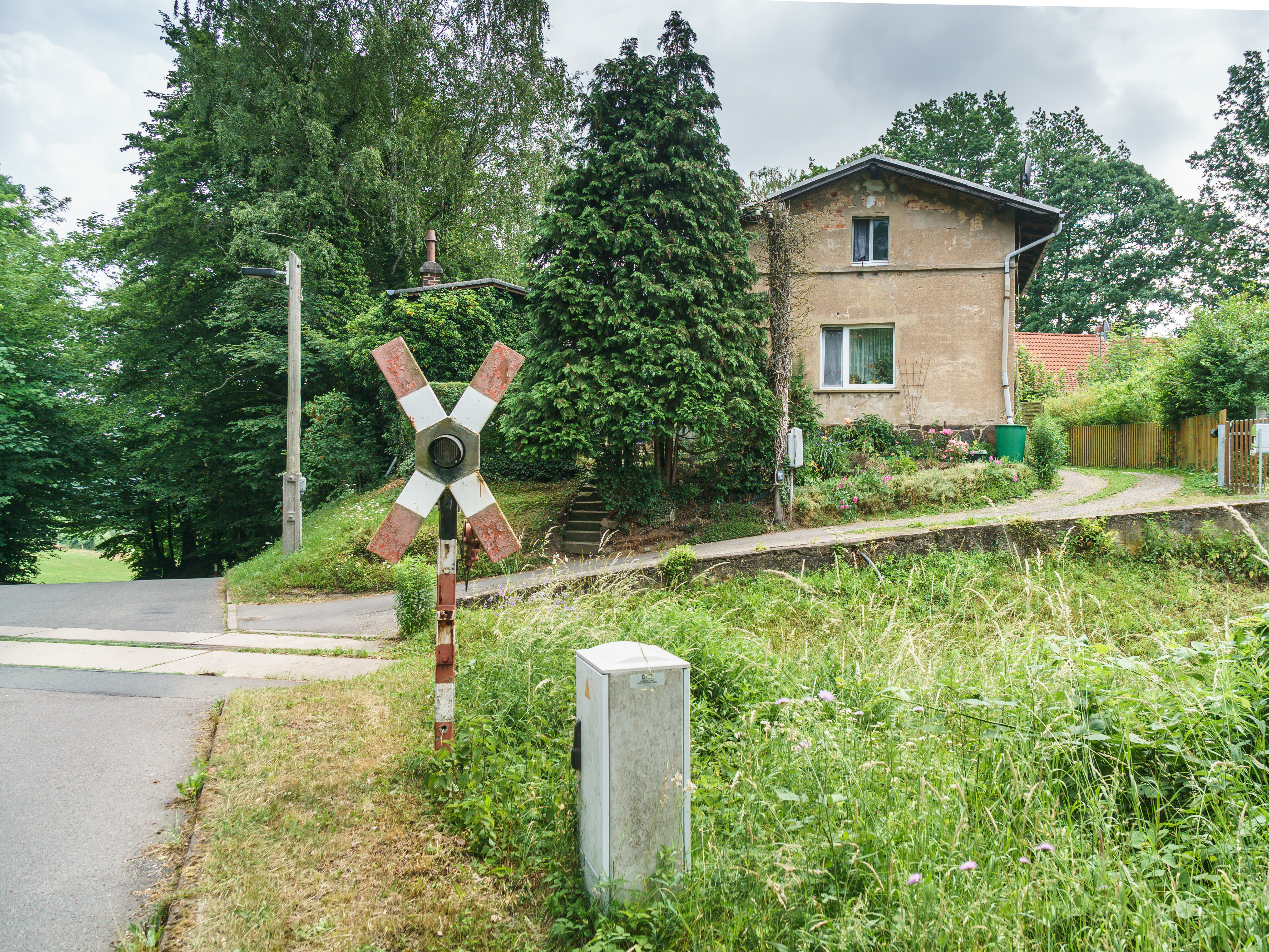
Bahnwärterhaus der Muldentalbahn in Zschetzsch

Zschetzsch liegt circa 3 km nordwestlich der Stadt Colditz und ist über die B 107 und die Sermuther Straße zu erreichen. Der Ort liegt zwischen dem Colditzer Forst im Südwesten und der Zwickauer Mulde im Osten. Diese vereinigt sich wenige Kilometer flussabwärts mit der Freiberger Mulde zur Vereinigten Mulde. Zwischen der Ortslage Zschetzsch und der Zwickauer Mulde verläuft die Trasse der stillgelegten Bahnstrecke Glauchau–Wurzen (Muldentalbahn). Nördlich des Orts befindet sich der „Kiessandtagebau Sermuth II“.

### Nachbarorte
| Schönbach                    |                                             | Sermuth (Fluren Großsermuth und Kleinsermuth) |
|                              | Kompassrose, die auf Nachbargemeinden zeigt |                                               |
| Colditzer Forst (zu Colditz) |                                             | Colditz                                       |

## Geschichte

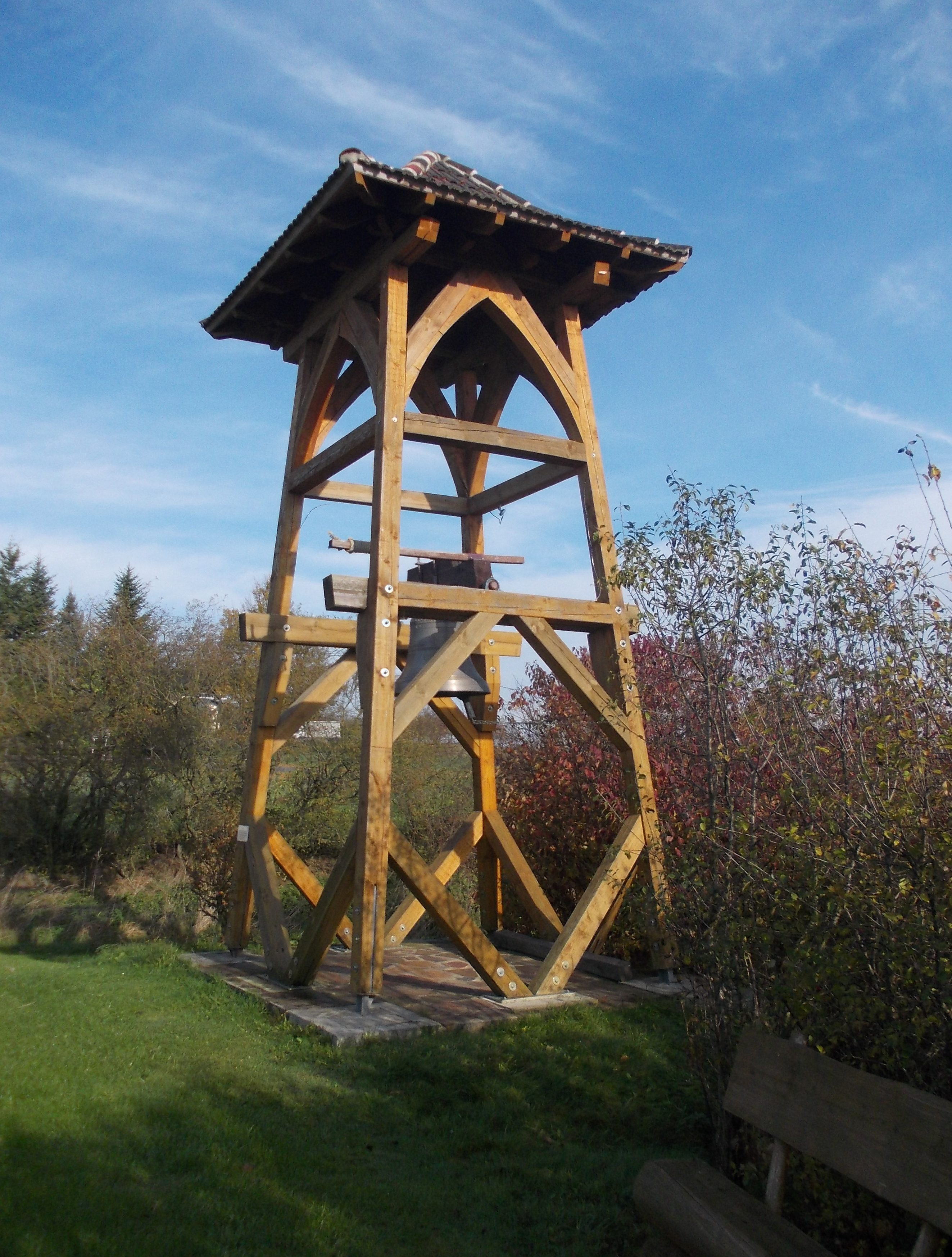
Glockenturm in Zschetzsch

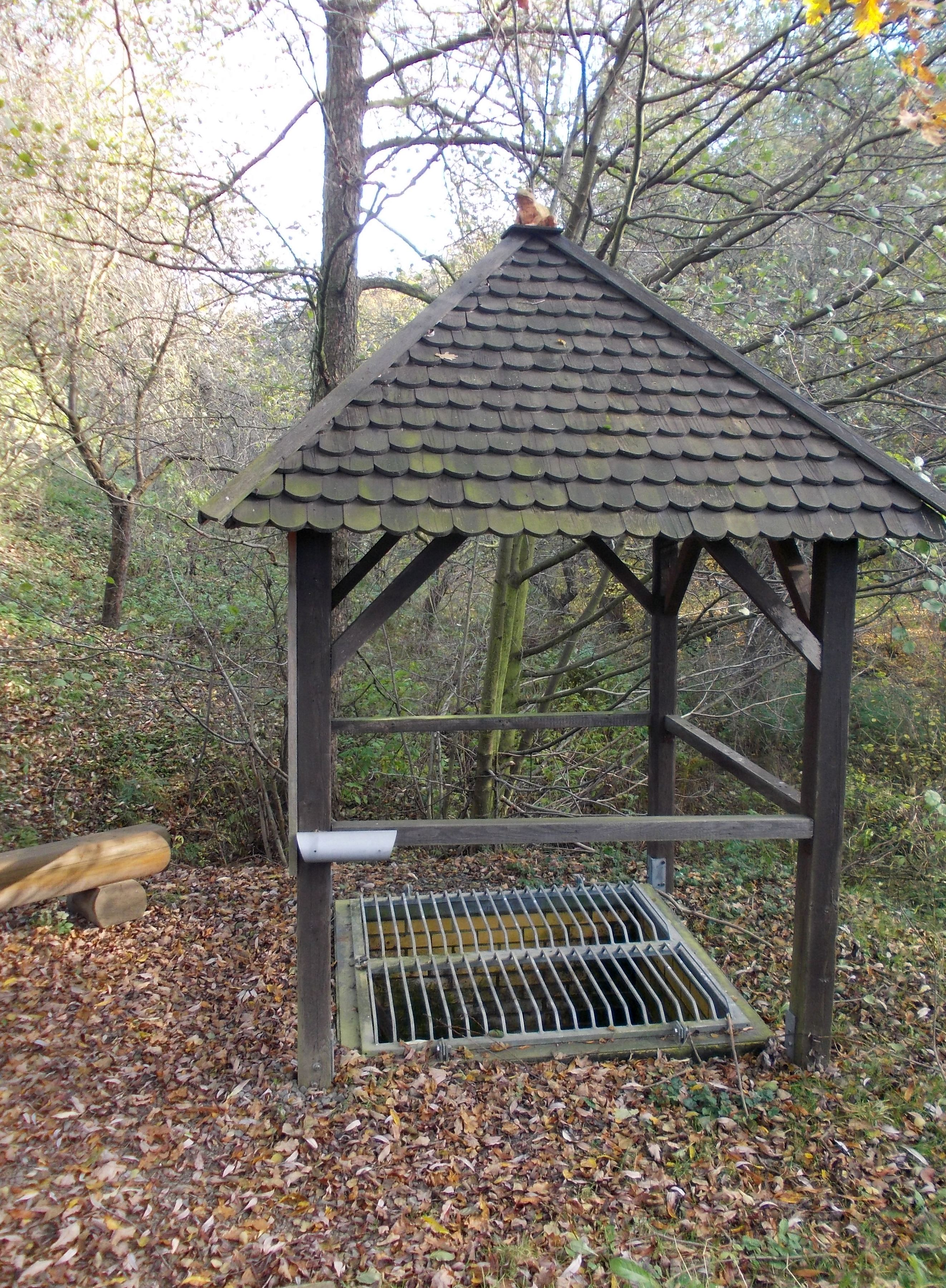
Hydraulischer Widder in Zschetzsch

Zschetzsch entstand bereits im 7. Jahrhundert als Rundling slawischen Ursprungs. Als Siedlung wird Zschetzsch erstmals 1363 in Urkunden als Czegecz erwähnt. Zschetzsch gehörte bezüglich der Grundherrschaft bis 1856 als Amtsdorf zum kurfürstlich-sächsischen bzw. königlich-sächsischen Amt Colditz. Bei den im 19. Jahrhundert im Königreich Sachsen durchgeführten Verwaltungsreformen wurden die Ämter aufgelöst. Dadurch kam Zschetzsch im Jahr 1856 unter die Verwaltung des Gerichtsamts Colditz und 1875 an die neu gegründete Amtshauptmannschaft Grimma. Am 9. Dezember 1875 erfolgte die Eröffnung des Abschnitts Rochlitz–Großbothen der Bahnstrecke Glauchau–Wurzen (Muldentalbahn) durch Zschetzsch, welches allerdings keine eigene Bahnstation erhielt. Die Einstellung des Abschnitts Colditz–Großbothen erfolgte am 27. Mai 2000.
Am 1. Juli 1950 wurde die bis dahin eigenständige Gemeinde Zschetzsch nach Schönbach eingegliedert. Kirchlich gehört der Ort seit jeher zu Schönbach. Durch die zweite Kreisreform in der DDR im Jahr 1952 wurde Zschetzsch als Ortsteil der Gemeinde Schönbach dem Kreis Grimma im Bezirk Leipzig angegliedert, der im Jahr 1990 als sächsischer Landkreis Grimma fortgeführt wurde und 1994 im Muldentalkreis bzw. 2008 im Landkreis Leipzig aufging.
Am 1. März 1991 schlossen sich die Gemeinden Sermuth und Schönbach zur Gemeinde Sermuth-Schönbach zusammen, welche sich am 1. Januar 1994 im Rahmen einer Gebietsreform mit den Gemeinden Großbothen, Kössern und Leisenau zur Großgemeinde Großbothen zusammenschloss. Bei der Auflösung der Gemeinde Großbothen kam Zschetzsch am 1. Januar 2011 mit den drei weiteren südlichen Ortsteilen – Sermuth, Leisenau und Schönbach zur Stadt Colditz.